# Gibraltarpedia
Gibraltarpedia – projekt rządu Gibraltaru, który zakłada wykorzystanie artykułów już opublikowanych w Wikipedii oraz zachęcanie mieszkańców do tworzenia nowych i poprzez umieszczanie kodów QR promowanie wiedzy o zabytkach.

## Historia
Pomysłodawcą projektu w 2012 roku był Tyson Lee Holmes, który uzyskał poparcie ministra turystyki Neila Costy. Gibraltarpedia była wzorowana na wcześniejszym projekcie Monmouthpedii realizowanym w walijskim mieście Monmouth. Projekt polegał na tworzeniu artykułów w Wikipedii związanych z Gibraltarem i udostępnianie ich poprzez umieszczanie obok zabytków, na ścianach i witrynach sklepów tabliczek z kodami QR wykorzystującymi QRpedię. Celem było promowanie turystyki. Ponieważ skanujący QR kod telefon wysyła informację o języku użytkownika, dzięki temu otrzymuje on dostęp do artykułu w rodzimym języku, o ile taki artykuł istnieje w Wikipedii. W czerwcu 2012 roku został podpisany list intencyjny pomiędzy rządem Gibraltaru, a reprezentującym Wikipedię Rogerem Bamkinem. We wrześniu pojawiły się zarzuty, że rząd finansuje promocję Gibraltaru w brytyjskiej Wikipedii. Ich podstawą był fakt zwiększenia się liczby artykułów dotyczących tego państwa na stronie głównej w sekcji Czy wiesz. W sierpniu pojawiło się ich tam aż siedemnaście, a we wrześniu dwanaście. Bamkin razem z Terencem Edenem był autorem QRpedii, z Johnem Cummingsem został konsultantem Gibraltarpedii. Ich zadaniem było szkolenie wolontariuszy i pomoc w tworzeniu stron poświęconych Gibraltarowi. Z powodu zarzutów w prasie Bamkin zrezygnował z udziału w zarządzie Wikipedia UK.

## Zasięg projektu
Projekt objął Gibraltar, Cieśninę Gibraltarską i hiszpańskie gminy leżące nad nią oraz miasta przybrzeżne Afryki Północnej – Tanger w Maroku i Ceutę.